# Phymatolithon repandum
Phymatolithon repandum (Foslie) Wilks & Woelkerling, 1994  é o nome botânico  de uma espécie de algas vermelhas  pluricelulares do gênero Phymatolithon, subfamília Melobesioideae.
- São algas marinhas encontradas na Austrália, Nova Zelândia, Coreia, Maurícia, Seychelles e Micronésia.

## Sinonímia
= Lithothamnion lenormandii f. australe    Foslie, 1901
= Lithothamnion repandum    Foslie, 1904
= Lithothamnion repandum f. asperulum    Foslie, 1906
= Lithothamnion asperulum    (Foslie) Foslie, 1907
= Lithothamnion absonum    Foslie, 1907
= Leptophytum absonum    (Foslie) Adey, 1970
= Leptophytum asperulum    (Foslie) Adey, 1970
= Leptophytum repandum    (Foslie) Adey, 1970